# ديان نيبريغيتش
كان ديان نيبريغيتش (بالصربية: Дејан Небригић)‏؛ 29 ديسمبر 1970 - 29 ديسمبر 1999) ناشطًا في حقوق المثليين وناشط سلام وكاتبًا وناقدًا مسرحيًا. عُرف بأنه من بدأ قضية المحكمة الأولى حول التمييز ضد المثليين في صربيا. كان أحد مؤسسي حركة المثليين في صربيا.

## النشاط في حقوق المثليين
شارك نيبريغيتش جنبا إلى جنب مع ليبا ملاجينوفيتش وعشرة موقعين آخرين في تأسيس أركادية، أول منظمة للمثليين في صربيا في عام 1990. كان نيبريغيتش في العام التالي أحد مؤسسي ومحرري المجلة المناهضة للحرب «باسيفيك»، حيث كتب فيها كذلك عن مواضيع عن المثليين والمثليات. كان نيبريغيتش نشطًا في مركز مكافحة الحرب الذي تأسس أيضًا في عام 1991.
كانت نيبريغيتش أيضًا عضوًا في منظمة «نساء بالسواد».  تم إطلاق سراحه من الخدمة في الجيش، حيث أبلغ لجنة التجنيد بأنه مثلي الجنس. كان أول ناشط مناهض للحرب يتحدث علنًا عن حياته الجنسية في وسائل الإعلام.
نشر نيبريغيتش في عام 1997 قصة سفر مثلية بين باريس ونيويورك في صحيفة «نوفي ساد». ونشر في العام التالي كتابه شبه الفلسفة بعنوان «قاموس المتاهة» (بالإنجليزية: Labyrinth Dictionary)‏. كما نشر أعمالًا في مجلات مثل «أوزنيت» (بالصربية: Uznet) و«كولتورتريغر» (بالصربية: Kultur Treger) و«بروفيمينا» (بالصربية: ProFemina).
كان نيبريغيتش في الفترة من 1998 إلى 1999 المدير التنفيذي ل«حملة مناهضة رهاب المثلية الجنسية» التي دعمها صندوق القانون الإنساني وجمعية الشباب الأوروبية. وأنتج خلال هذه الفترة أربعة تقارير تحلل رهاب المثلية في صربيا وتتحدث عن موضوعات أخرى ذات صلة بنشاط المثليين.

## قضية المحكمة والقتل
رفع نيبريغيتش في أبريل 1999 دعوى قضائية ضد فلاستيمير لازاروف لإزعاجه المتكرر ومضايقته وتهديد أمنه. كان لازاروف والد ميلان لازار حبيب نيبريغيتش السابق الذي ألقى باللوم على نيبريغيتش في حقيقة أن ابنه كان مثليا. أبلغ نيبريغيتش الشرطة عدة مرات لكنه تعرض للضرب والإهانة من قبل ضباط الشرطة في سيارة تابعة لهم. رفض المدعي العام فيما بعد تمثيل نيبريغيتش على أساس أنه مثلي الجنس. وكان من المقرر عقد جلسة الاستماع في نوفمبر 1999 لكنها تأجلت بسبب مرض أحد القضاة.
قُتل ديان نيبريغيتش في شقته في بانتشيفو ليلة 29 ديسمبر 1999 والتي تصادف عيد ميلاده التاسع والعشرين. وخلص التحقيق إلى أنه قُتل من قبل حبيبته الصادق ميلان لازاروف.
زعم النشطاء في حراك حقوق المثليين أن الحكومة الصربية التي كانت معادية للحركات المنشقة ولحركة الحقوق المدنية للمثليين استخدمت مقتل نيبريغيتش كدعاية معادية لحقوق المثليين ودعاية معادية للغرب. ذكرت وكالة رويترز في مقابلة مع صحيفة «بوليتيكا اكسبريس» الصربية الموالية للحكومة أن نيديليكو مارتينوفيتش قاضي التحقيق الذي ترأس القضية ادعى أن حركة حقوق المثليين كانت «في الواقع» بوابة «لجميع أنواع الطوائف التي تدير حملة خاصة في حرب ضد بلدنا». دفع هذا أصدقاء نيبريغيتش إلى الاعتقاد بأن مقتله كان نتيجة مباشرة لنشاطه في حقوق المثليين.